# Schismatothele
Schismatothele es un género monotípico de arañas migalomorfas de la familia Theraphosidae. Su única especie: Schismatothele lineata Karsch, 1879, es originaria de Venezuela. 